# Katharina Hirschberg
Katharina Hirschberg (* 16. Oktober 2001 in Jerusalem, Israel) ist eine deutsche Schauspielerin.

## Leben
Hirschberg wurde in Jerusalem geboren und wuchs in Neunkirchen am Main und Bindlach bei Bayreuth auf. Sie absolvierte ihr Abitur am Gymnasium Christian-Ernestinum in Bayreuth. Ihre ersten schauspielerischen Erfahrungen sammelte sie in der von Amazon produzierten Serie Bibi & Tina – Die Serie, in der sie die Hauptrolle der Bibi Blocksberg, neben Harriet Herbig-Matten als Tina, verkörpert. Im Sommer 2021 drehte sie mit dem Cast der Serie den Film Bibi & Tina – Einfach anders, den fünften Bibi-&-Tina-Kinofilm. Er kam am 21. Juli 2022 in die Kinos. In der Sat.1-Vorabendserie Die Landarztpraxis, die seit Oktober 2023 ausgestrahlt wird, spielt sie Leo König, die Tochter der alleinerziehenden Landärztin Sarah König, die von Caroline Frier gespielt wird.

## Filmografie (Auswahl)
- 2020: Bibi & Tina – Die Serie
- 2022: Bibi & Tina – Einfach anders
- 2022: Der Kommissar und der See – Liebeswahn (Fernsehreihe)
- 2022: Ottos Märchenshow
- 2022–2023: Kroymann (Satiresendung, 2 Folgen)
- seit 2023: Die Landarztpraxis (Fernsehserie)
- 2025: Tatort: Herz der Dunkelheit (Fernsehreihe)